# 汉勒效应
汉勒效应（英語：Hanle effect）指的是用偏振光激发原子，并在原子的特定方向加磁场时，原子发射光的偏振度减少的现象。这是德國實驗物理學家威廉·汉勒在1924年发现的，故以他的名字命名。

## 應用
- 观测太阳发射光的汉勒效应，可以间接测量太阳内部的磁场。